# Lamartinův dům
Lamartinův dům nebo Dům Georgiho Mavridiho (bulharsky Ламартинова къща (Lamartinova kăšta)) je měšťanský kupecký dům z období bulharského národního obrození, nacházející se v architektonické rezervaci Starý Plovdiv na vrcholu pahorku Džambaz Tepe na rohu ulice knížete Cereteleva a ulice Zora ve městě Plovdiv v jižním Bulharsku.

## Charakteristika
Dům byl postaven v letech 1829–1830 pro bohatého kupce Georgiho Mavridiho. V roce 1833 se v domě na 3 dny ubytoval francouzský národní básník a politik Alphonse de Lamartine na své zpáteční cestě z Orientu a od té doby dům nese proto jeho jméno.
Patří mezi největší symetrické budovy ve Starém Plovdivu. V důsledku strmého terénu, na kterém je dům postaven, je fasáda směřující do ulice třípatrová, ale fasáda směřující do dvora pouze dvoupatrová. Přízemí je postaveno v nepravidelné formě, odchylky jsou korigovány na vyšších patrech. Rozmístění pokojů je na všech patrech stejné: 2 velké pokoje, 1 menší pokoj, salon a koupelna.
Dům má přiznán status kulturní památky a od roku 1978 se využívá jako tvůrčí útočiště Svazu bulharských spisovatelů. V jedné z místností je stálá expozice věnovaná francouzskému spisovateli Alphonse de La Martinovi.